# Magyar Olimpiai Bizottság
Magyar Olimpiai Bizottság (MOB) ist das Nationale Olympische Komitee in Ungarn mit Sitz in Budapest.

## Geschichte
Am 19. Dezember 1895 wurde das Komitee auf Betreiben von Ferenc Kemény, dem ungarischen Gründungsmitglied des Internationalen Olympischen Komitees, in der ungarischen Hauptstadt Budapest gegründet. Der spätere Bildungs- und Religionsminister Albert Berzeviczy wurde dessen erster Präsident, Kemény wurde sein erster Generalsekretär. Zu den Olympischen Spielen 1896 in Athen kam es dann zur ersten Teilnahme Ungarns an Olympischen Spielen. Aufgrund der ungarischen Beteiligung während des Ersten Weltkriegs wurde Ungarn eine Teilnahme an den Olympischen Spielen 1920 in Antwerpen untersagt. An Winterspielen nahm Ungarn erstmals 1924 in Chamonix teil. 1984 beteiligte sich Ungarn am Boykott der Olympischen Sommerspiele 1984 in Los Angeles.
Das Komitee zählt heute über 30 Mitgliedsverbände.

## Präsidenten
- 1895–1904: Albert Berzeviczy
- 1904–1905: Imre Széchényi
- 1905–1907: Géza Andrássy
- 1907–1927: Géza Andrássy und Gyula Muzsa
- 1927–1940: Gyula Muzsa
- 1941–1944: Gyula Prém
- 1947–1948: Alajos Jámbor und Sándor Barcs
- 1948–1951: Gusztáv Sebes und Zsigmond Ábrai
- 1951–1958: Gyula Hegyi
- 1958–1962: Gyula Hegyi, Sándor Gáspár und Zoltán Komócsin
- 1962–1964: Gyula Hegyi
- 1964–1969: Gyula Egri
- 1969–1978: Sándor Beckl
- 1978–1986: István Buda
- 1986–1989: Gábor Deák
- 1989–2010: Pál Schmitt
- 2010–2017: Zsolt Borkai
- 2017–2022: Krisztián Kulcsár
- ab 2022: Zsolt Gyulay[1]